# Вевельсбург

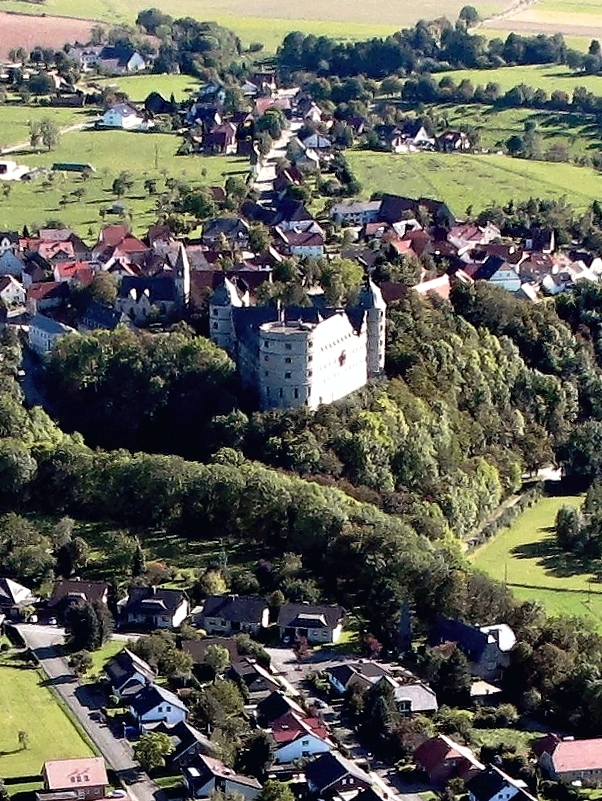
Вид на Вевельсбург з висоти пташиного польоту

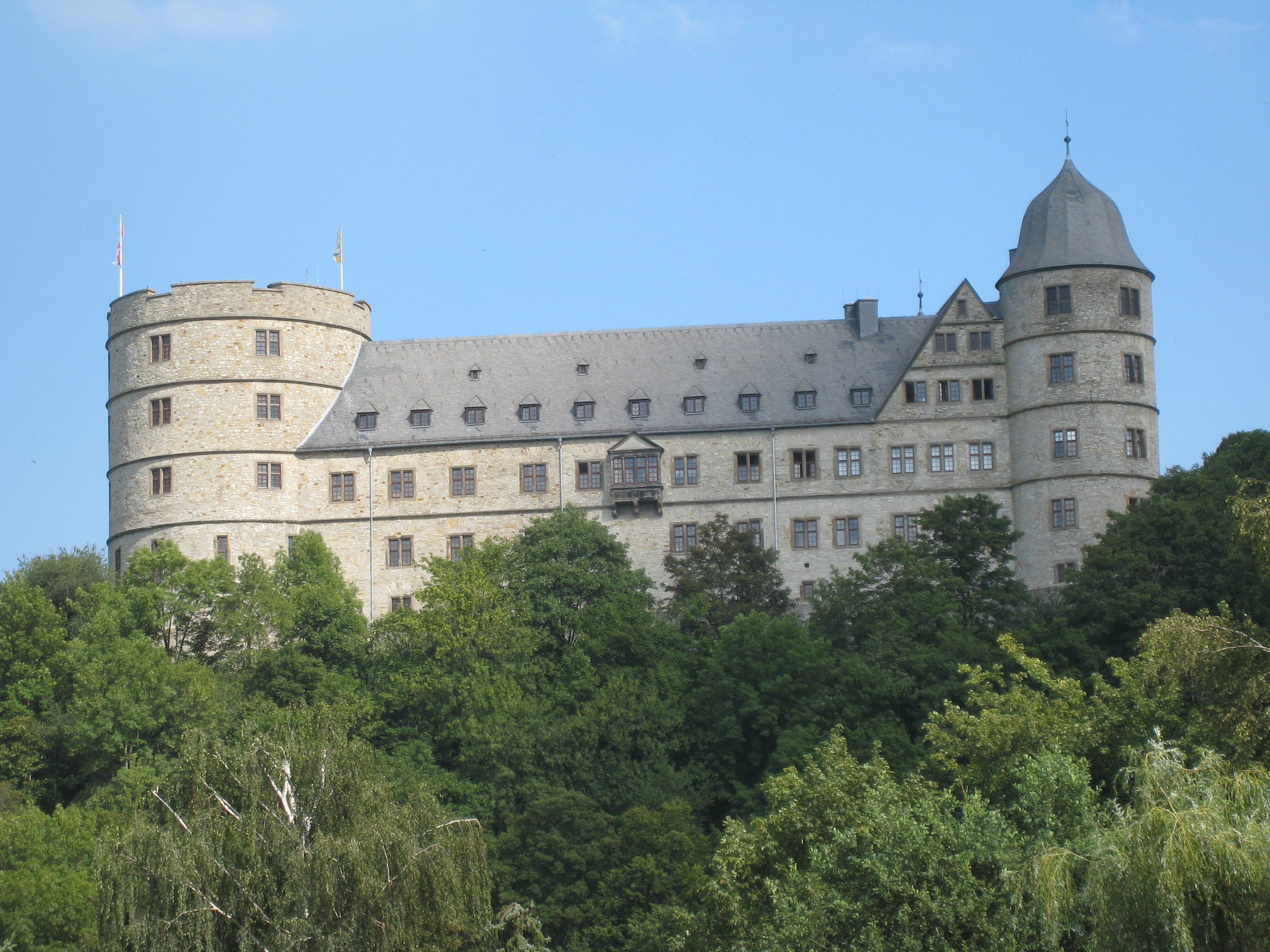
Вевельсбург, вид з долини річки Альме

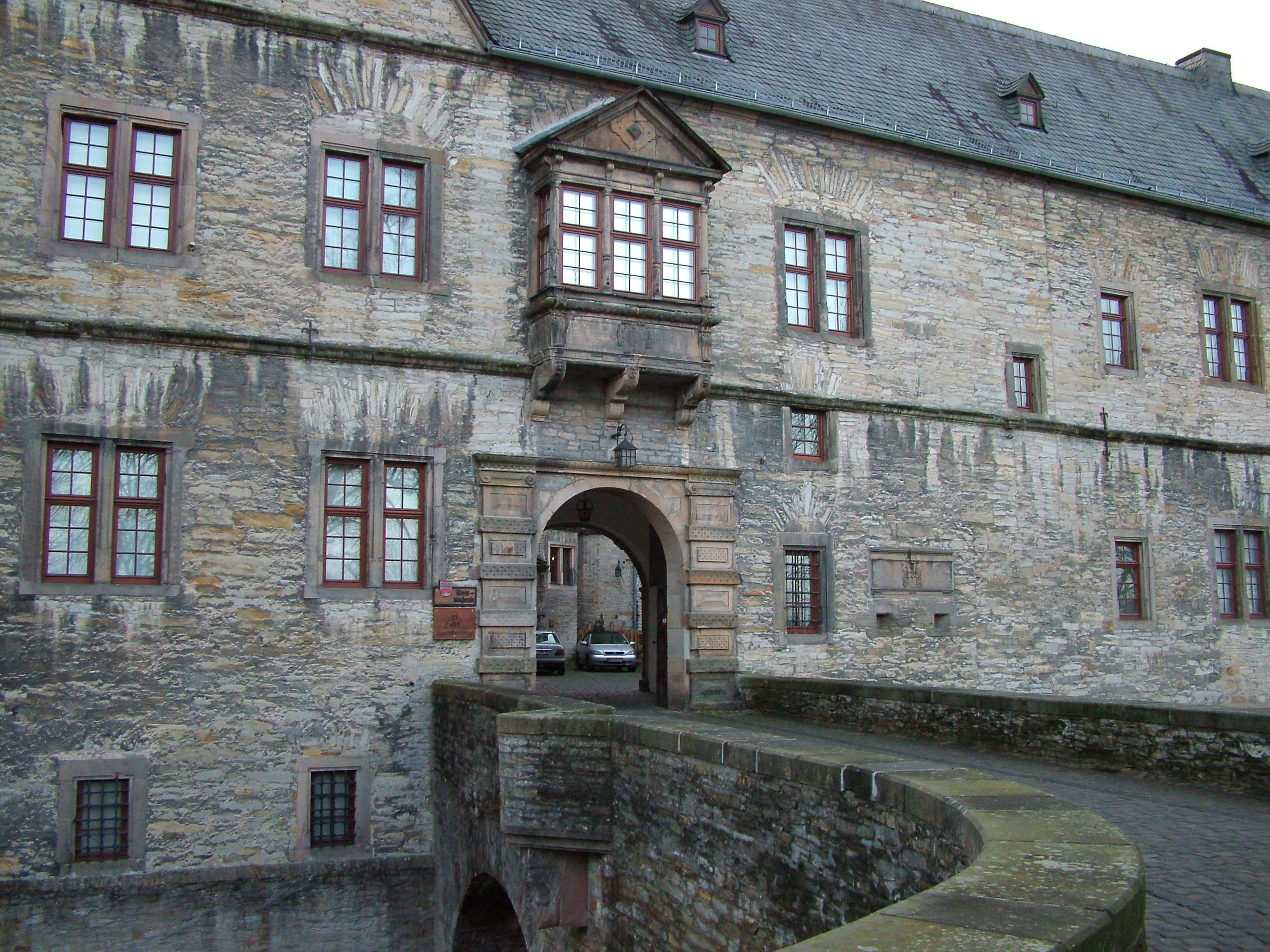
Східне крило замку Вевельсбург з вхідним мостом

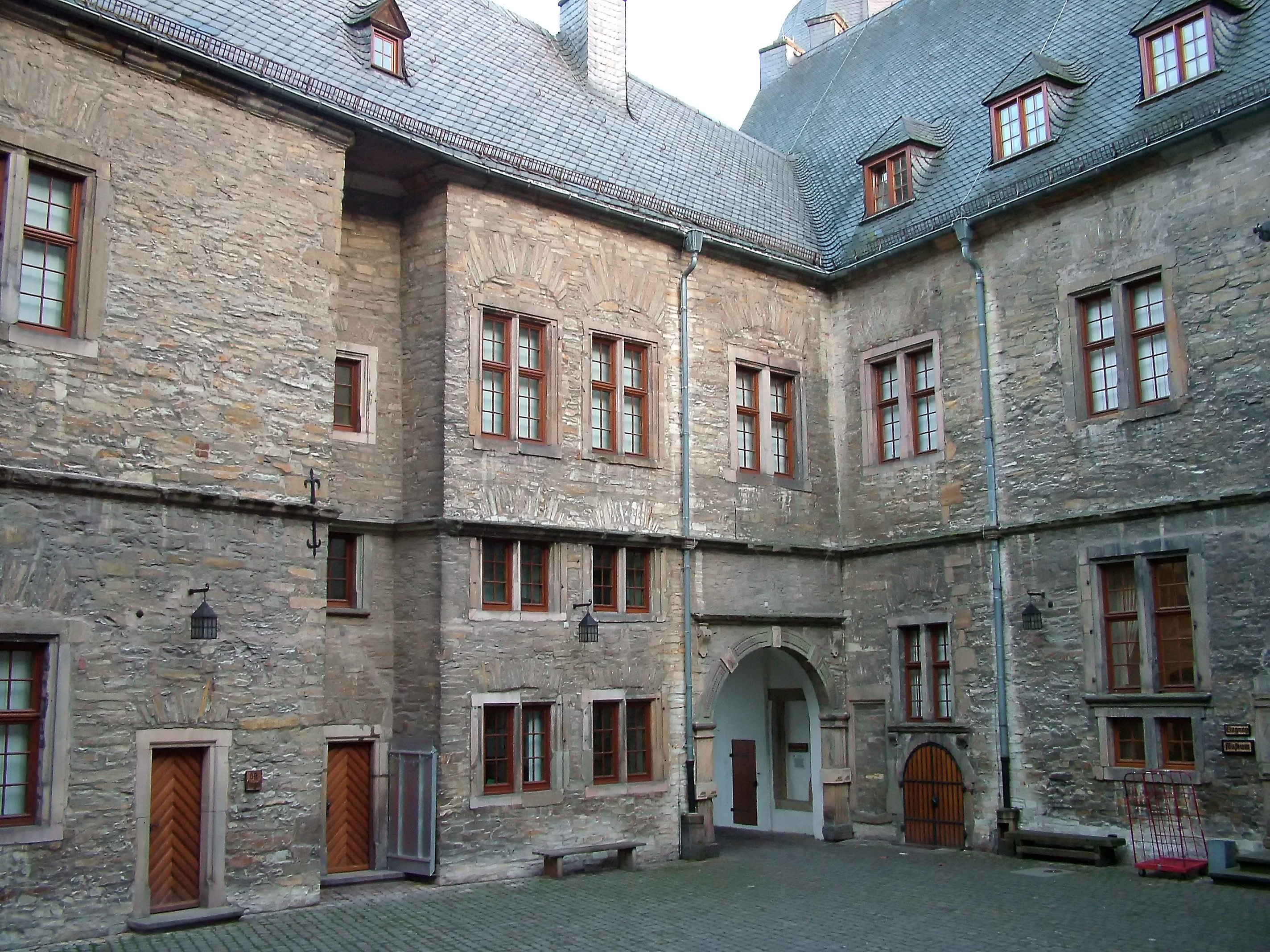
Внутрішній двір

Вевельсбург (нім. Wewelsburg) — ренесансний замок на північний схід від Бюрена (Німеччина, земля Північний Рейн-Вестфалія) недалеко від Падерборна. Відомий, головним чином, як колишня школа з ідеологічної підготовки офіцерів СС «SS Schule Haus Wewelsburg», з якою пов'язано безліч легенд. У 1980-ті роки на території замку відкрився музей.
На даний момент на території замку знаходяться:
- Історичний і краєзнавчий музей Падерборна (Південне і Східне крило)
- Музей нацистського минулого замку (окремий флігель і північна вежа замку)
- Молодіжний гостел (Західне крило)

## Історія замку
Існуючу нині будівлю замку Вевельсбург в стилі епохи Відродження побудовано в 1603–1609 роках князем-єпископом Падерборна Дітріхом фон Фюрстенбергом (що правив з 1585 по 1618 роки). У Тридцятирічній війні замок сильно постраждав, а в 1815 році після удару блискавки вигоріла північна вежа.
3 листопада 1933 року Гіммлер відвідав замок і вирішив зробити його кузнею кадрів СС.
У серпня 1934 року замок був переданий СС і почав свій шлях як музей і училище з ідеологічної підготовки офіцерів СС, в рамках Управління СС з питань раси і поселення, а в лютому 1935 року перейшов під безпосередній контроль Особистої комісії рейхсфюрера СС. Перебудовою замку керував архітектор Герман Бартельс (Hermann Bartels), він же на початку 1940-х років підготував грандіозний проект освоєння території навколо замку, який так і не був здійснений. При реконструкції замку використовувалася праця ув'язнених з невеликого концтабору Нідерхаген. За твердженням Гіммлера, після «кінцевої перемоги» (нім. Endsieg) в замку мав перебувати «центр світу» (нім. Mittelpunkt der Welt).
У 1945 році замок був підірваний, але більша частина приміщень вціліла і нині відреставрована.

## Вевельсбург і СС
Поштовхом до міфологізації замку Вевельсбург, яка прийняла на початку 1990-х років вкрай гостру форму, послужили слова, якими начальник VI управління РЗГА Вальтер Шелленберг у своїх посмертно опублікованих мемуарах так охарактеризував значення замку Вевельсбург для релігійного боку ідеології СС:

У Гіммлера було найкраще і найбільше зібрання книг про орден єзуїтів. Роками він вивчав ночами цю велику літературу. Тому організацію СС він побудував за принципами ордена єзуїтів. При цьому він спирався на статут ордена і «Вправи» Ігнатія Лойоли […] Структура керівництва походила на ієрархічну систему католицької церкви. Поблизу Падерборна в Вестфалії він наказав побудувати середньовічний замок, що отримав назву Вевельсбург — він був свого роду есесівським монастирем, в якому раз на рік генерал ордена проводив засідання таємницею консисторії. Тут мали всі, хто належав до вищого керівництва ордена, вправляти свій дух в мистецтві зосередження.

Оригінальний текст (нім.)
Himmler besaß die beste und größte Bibliothek über den Jesuitenorden und hatte die umfangreiche Literatur jahrelang in nächtlichen Stunden studiert. So wurde die SS-Organisation von ihm nach den Grundsätzen des Jesuitenordens aufgebaut. Als Grundlagen dienten die Dienstordnung und die Exerzitien des Ignatius von Loyola [...]. Bei Paderborn in Westfalen hatte er eine mittelalterliche Burg, die sogenannte Wevelsburg, ausbauen lassen - sie war sozusagen das große ‚SS-Kloster‘, wohin der Ordensgeneral einmal jährlich das Geheimkonsistorium einberief. Hier sollten alle, die zur obersten Ordensführung zählten, geistige Exerzitien und Konzentrationsübungen abhalten

З часом зазначена Шелленбергом стилізація СС під орден єзуїтів як переважаючого зразка не раз ставилася під сумнів, і його твердження, що в Вевельсберзі відбувалися таємні духовні вправи лідерів СС, були спростовані описами історії Вевельсбург. Яке фактичне значення Вевельсбург в релігійному аспекті ідеології CC під час Третього рейху, залишається як і раніше неясним. У той же час історія Вевельсбургу оточена безліччю легенд, що стали предметом дослідження Д. Зіппе.

### Коменданти замку
- Манфред фон Кнобельсдорф (12 лютого 1935 — 24 січня 1938)
- Зіґфрід Тауберт (30 січня 1938 — березень 1945)

### Вевельсбург і ірмінізм
Вже в офіційному повідомленні про передачу замку Гіммлеру в «Völkischer Beobachter» від 27.09.1934 Вевельсбург був оточений ореолом численних романтичних легенд, популярних в Вестфалії з XIX століття:

Це завдання (виховання молоді) гідна славної історії замку Вевельсбург. Тут в цьому місці в стародавній імперії саксів Відукінд вчинив опір франкскому імператору; ймовірно, тут же майже 2000 років тому німецькі борці за свободу виступили проти домагань Риму на території, оскільки за кілька кілометрів від замку Вевельсбург, в місцевості Рютен, згідно «Köhlersche These» (?), лежав римський табір, з якого мали виїхати легіони Вара з тим, щоб ніколи не повернутися після битви в Тевтобурзькому лісі; також близько до замку розташований овіяний легендами Екстернштайне (Externsteine) зі священним стовпом Irminsul, а поруч нагадує образ Германа Визволителя (пам'ятник) в Гротенбурзі (Grotenburg)…
Оригінальний текст (нім.)
Diese Aufgabe reiht sich der ruhmvollen Geschichte der Wewelsburg würdig an. Hier an dieser Stätte im alten Reich der Sachsen hat Widukind dem Frankenkaiser getrotzt - vielleicht sind hier vor fast 2.000 Jahren auch die germanischen Freiheitshelden gegen Roms Machtgelüste zu Felde gezogen, denn nur wenige Kilometer von Wewelsburg soll, in der Gegend von Rüthen, nach der Köhlerschen These, das römische Lager gelegen haben, aus dem die Varus'schen Legionen auszogen, um von der Schlacht im Teutoburger Wald nie wieder zurückzukehren; nur wenige Kilometer weit liegen die sagenumwobenen Externsteine mit der Irminsul, und von Ferne mahnt die Gestalt Hermann des Befreiers von der Grotenburg…

Перший комендант замку Манфред фон Кнобельсдорф був ентузіастом відновлення древніх германських вірувань і великим шанувальником надздібностей провидця Карла Марії Вілігута (полковника Вайстора). Останній був частим і бажаним гостем у замку, більше того, було знайдено лист до Вілігуту-Вайстору, який Кнобельсдорф підписав з «in Irminstreue», що дорівнювало визнанню його «Ірмінізма». Остання обставина відігравала важливу роль у долі самого Вілігута, оскільки його безпосередній начальник і покровитель керівник Головної Служби Раси і Поселення Ріхард Вальтер Дарре був швагром Кнобельсдорфа.
Саме Вілігут в середині 30-х років впровадив в хід старе сказання про «останню битву біля берези», яке стосувалося Вевельсбурга, і дало разом з тим поштовх до релігійного піднесенню проекту. Сказання про битву біля берези повідомляє про апокаліптичну боротьбу між величезною армією зі сходу і армією з заходу. Як серед націонал-соціалістів, так і в національному русі в цілому, сказання було дуже популярне.
У колі друзів і підлеглих Кнобельсдорфа Вілігуту дозволялося проводити деякі обряди, наприклад, одруження, на свій манер. У червні 1934 р був проведені розкопки в районі північної і південно-західній веж замку, засновані на «баченні» Вілігута. Про них Ільза фон Кнобельсдорф відразу ж захоплено повідомила своєму братові Вальтеру Дарре, а Кнобельсдорф — Гіммлеру. Крім того, Вілігут давав поради при внутрішній обстановці замку, розробив дизайн кільця «Мертва голова»; малося на увазі, що кільця полеглих членів СС зберігалися в Вевельсберзі.
Також документально підтверджено, що Вілігут робив спільні з Конбельсдорфом ревізії стародавніх пам'ятників в околицях замку, проявляючи інтерес до «Кам'яних могил» на горі Лехтенберг (Lechtenberg) біля села Еттельн (Etteln) та особливо розкопкам Екстернштайне, проведеним у середині 1930-х керівником «Об'єднання друзів германської передісторії» Вільгельмом Тойтом (Wilhelm Teudt).
Не слід, однак, і переоцінювати роль і можливості Вілігута. За свідченням Бернхарда Франка, фольклориста з Вевельсбург, думки працюючих там вчених про нього були «нищівними». Його не приймав серйозно і Вільгельм Тойт, а його співробітник Фрерк Хайе Хамкенс (Freerk Haye Hamkens) залишив дуже єхидні спогади про відвідування розкопок в Екстернштайне Гіммлером, Дарре і Вілігутом.

### Вевельсбург та легенди про Святий Грааль

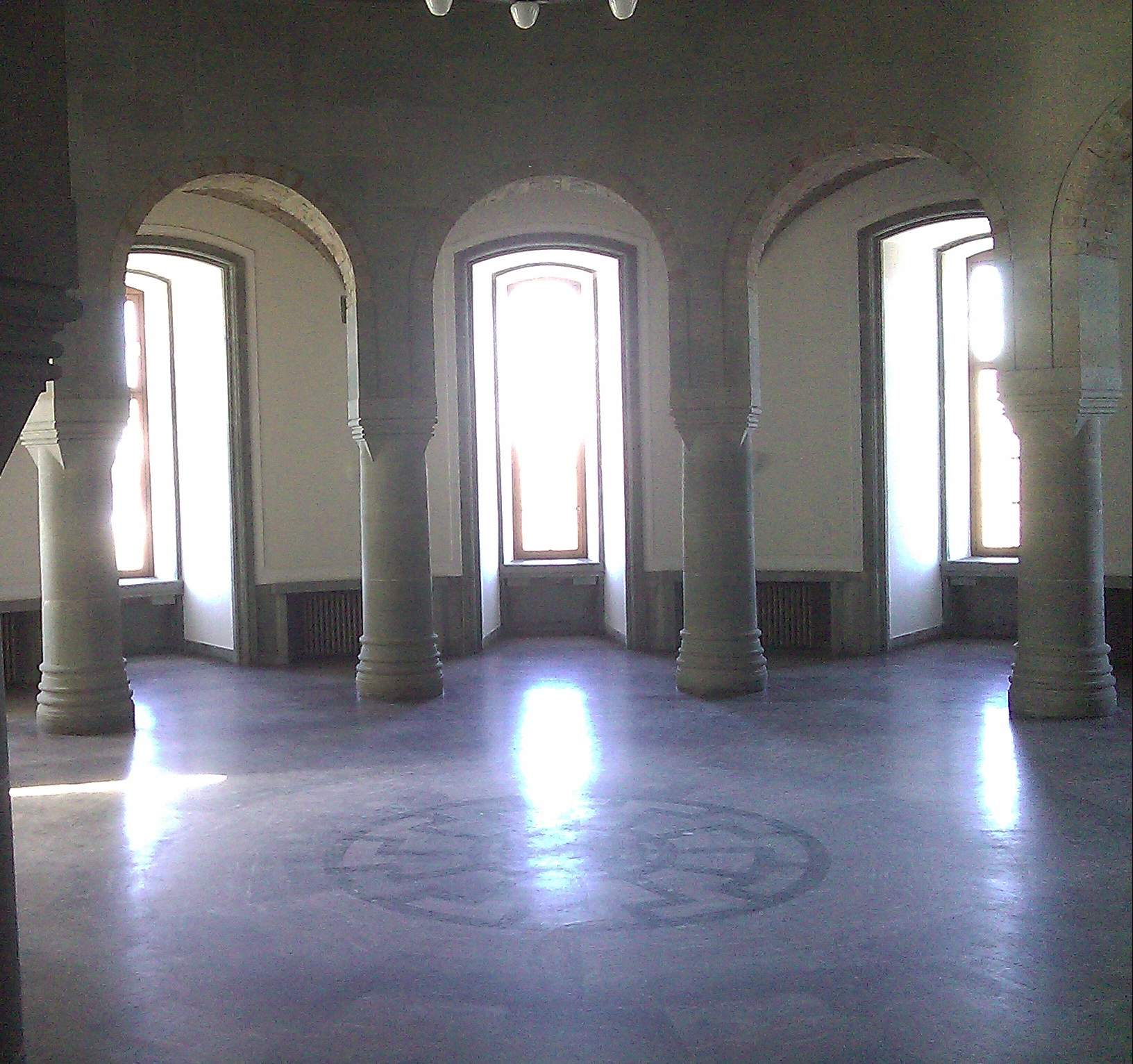
Зала обергруппенфюрерів.

У центрі обговорення впливу легенди про Грааль на символізм Вевельсбургу, в більшості випадків, стоять приміщення в північній вежі замку. Йдеться про так звану «Залу обергрупенфюрерів» (або «Залу баронів», як його називають деякі) з напільного мозаїкою з 12-кінцевої свастикою (т. зв. чорне сонце), оточеній 12 колонами, розташованому над так званою «Валґаллою», «криптою» або «могилою» в підвалі північної вежі, яка підхоплює кратну 12 символіку «Залу обергрупенфюрер». Понад те, «Валгалла» відрізняється особливою акустикою. У середині приміщення ще сьогодні можна бачити залишки газопроводу, ймовірно, для підтримки «вічного вогню».
Рюдігер Зюннер (Rüdiger Sünner) спробував пояснити сенс і функції цих приміщень і при цьому виявив схожість між «Залом обергрупенфюрер» і храмом Грааля Байрейтской прем'єри Парсіфаля 1882. Також Зюннер підкріплює вплив міфу про Грааль на проект Вевельсбург вказівкою на назви двох навчальних кімнат (нім. Studierzimmer) — «Король Артур» і «Грааль».
Насправді можна погодитися з впливом міфології Грааля на оформлення вищезгаданої кімнати, яке виходило за просте найменування кімнати. Мало того, розбіжності в думках архітектора Германа Бартельса і коменданта замку Манфреда фон Кнобельсдорфа щодо того, як потрібно оформляти кімнату Грааля, засвідчені в лютій записи в щоденнику Кнобельсдорфа під датою 7.3.1938:

Я не можу розібратися, я знаходжу, що багато кімнати не вирішені згідно їх назві, у тому числі, звичайно, [кімната] «Грааль». Що взагалі думає пан Бартельс про те, що значить «Грааль» для німецької душі?
Оригінальний текст (нім.)
Ich kann mir nicht helfen, ich finde, daß viele Zimmer nicht ihrer Bestimmung gemäß gelöst sind so z.B. sicher nicht der ‚Gral‘. Weiß denn Herr Bartels überhaupt was der ‚Gral‘ für die deutsche Seele bedeutet?

Неточність судження Зюннера в тому, що кімната «Грааль» була однією з багатьох, серед яких були і «король Генріх», «Генріх Лев», «Відукінд», «Христофор Колумб», а також «Арієць», «Річне рух», «Руни», «Вестфальців» і «Німецький орден».
Часто намагаються вказати зв'язки між міфологією Грааля і замком Вевельсбург, вказавши на персону Отто Рана. Отто Ран — це автор книги «Хрестовий похід проти Грааля», що склала велике враження на Гіммлера. У цій книзі Ран, слідуючи «вказівкам» Вольфрама фон Ешенбаха, підносить Грааль як «камінь світла», що відноситься до гностицизму релігії катарів. У членах цього релігійного руху, який згасло в 13-му столітті, він бачить зберігачів Грааля та давньої світлої релігії. У 1935 р Ран стає членом СС, яке відтепер фінансує його пошуки Грааля. Доведений контакт Отто Рана і замку Вевельсбург спонукав Карла Хюзера (Karl Hüser) в його цілком академічному дослідженні історії замку в Третьому рейху віднести Рана до ідеологічних консультантам перший коменданта замку Манфреда фон Кнобельсдорфа.
Однак, існуючі документи доводять лише внесок Рана в проведені в замку вишукування по генеалогії (нім. Ahnenforschung). Знайдені документи також не дозволяють поширити і інтерес Генріха Гіммлера до чаші Грааля далі його бажання довести "аксіому залежності християнської культури від більш давньої, первісної германської, і таким чином неповноцінність християнства". Цим же бажанням однаково пояснюються дослідження широкого спектра тем від повстання Відукінда до створення картотеки відьом (нім. Hexenkartothek) в СС.

### Вевельсбург і «Спис Долі»
Самодіяльні дослідники наполегливо хочуть бачити в нездійснених планах розширення замку «Спис Долі» або спис Лонгина, яким римський сотник пронизав бік Христа, розп'ятого на хресті, і яке стало важливою складовою частиною міфології Грааля. Джерело цієї тези можна відшукати у Тревора Рейвенскрофта (Trevor Ravenscroft) в його книзі «Спис Долі» (англ. видання 1972, німецьке — 1974). Рейвнскрофт ототожнює тут Спис Долі і Святий Спис, що входить до складу атрибутів імператорської влади, і стверджує, Гіммлер зробив його «наскрізною темою розташування і символічного прикраси приміщень». Дивлячись на проект розширення замку і справді не можна не побачити обриси спису, проте сам автор проекту Бартельс в докладному поясненні до свого проекту не вказував на цю аналогію.
Ще менш підтвердженим документами є дуже поширене твердження про те, що Гітлер нібито в його віденський період відчував особливу пристрасть до Святому спису з атрибутів імператорської влади і бажав отримати його магічну силу. Після аншлюсу Австрії він повелів тому перевести імперські клейноди з Відня в Нюрнберг. Однак, Гіммлер виготовив копію для замку Вевельсбург і взяв спис, як вже було викладено вище, за зразок для розширення замку. Залежно від автора спис або його копія має знаходитись в замку Вевельсбург в письмовому столі Гімлера або в залі, захищене вітриною. За однією версією Гіммлер наприкінці війни тікає в Англію і бере спис з собою.
Дійсно, атрибути імператорської влади були перевезені в 1938 з Відня в Нюрнберг з ініціативи нюрнберзького обер-бургомістра Віллі Лібеля (Willy Liebel). Є також статті дослідного інституту СС Аненербе, в яких імперські регалії виводять з німецьких символів панування. Ніяких даних про особливий інтерес до списа Долі з боку лідерів Третього рейху, не знайдено.

### Вевельсбург і «Чорне сонце»
Сучасні автори часто розглядають мозаїку з 12-кінцевою свастикою в т.з. «Залі обергрупенфюрерів» як особливий «окультний» символ — чорне сонце. Сам термін «Чорне сонце» зустрічається в творах Серрано і Ландінга. Його зв'язок з 12-кінцевою свастикою, а отже, і мозаїкою в Вевельсберзі вперше був вказаний в опублікованому в 1991 році під псевдонімом Рассел МакКлауд (Russell McCloud) політичному трилері «Die Schwarze Sonne von Tashi Lhunpo», дія якого розгортається в Вевельсбурзі. На початку 1990-х цей роман був дуже популярний в Німеччині і в квітні 1992 навіть був названий «книгою місяця» в «Nation und Europa».

### Кільця «Мертва голова»
У 1938 році Гіммлер розпорядився повернути всі кільця «Мертва голова» (німецькою: Totenkopfringe) мертвих есесівців і посадових осіб. Вони повинні були бути збережені в скрині в замку. Це повинно було символізувати членство померлого в лавах СС. Місцезнаходження приблизно 11 500 кілець після Другої світової війни є невідомим, але припускають, що вони були поховані в місцевих горах, закривши вибухівкою вхід у печеру.

## Цікаві факти
- Цей замок, ймовірно через свою специфічну історію за нацистів, був обраний прообразом замку Вольфенштайн з однойменної серії відеоігор.
- У грі Medal of Honor: Underground присутній рівень Wewelsburg: Dark Camelot, дія в якому відбувається в околицях замку і в ньому самому. Примітно, що в числі інших противників головній героїні необхідно знищити 12 солдатів СС в лицарських обладунках, озброєних мечами.